# Dovella

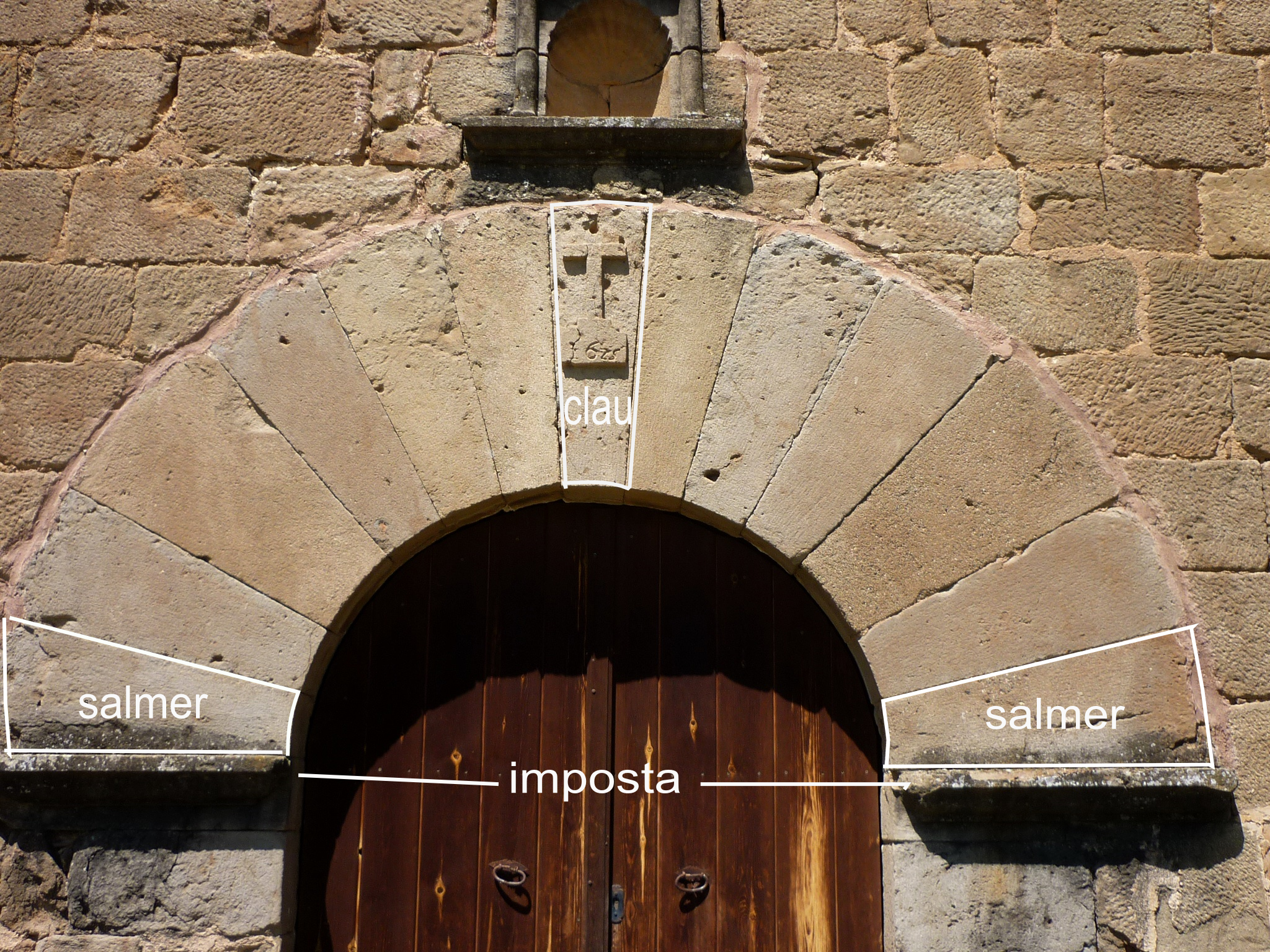
Arc de mig punt amb tretze dovelles a Sant Gil de Folquer (Noguera)

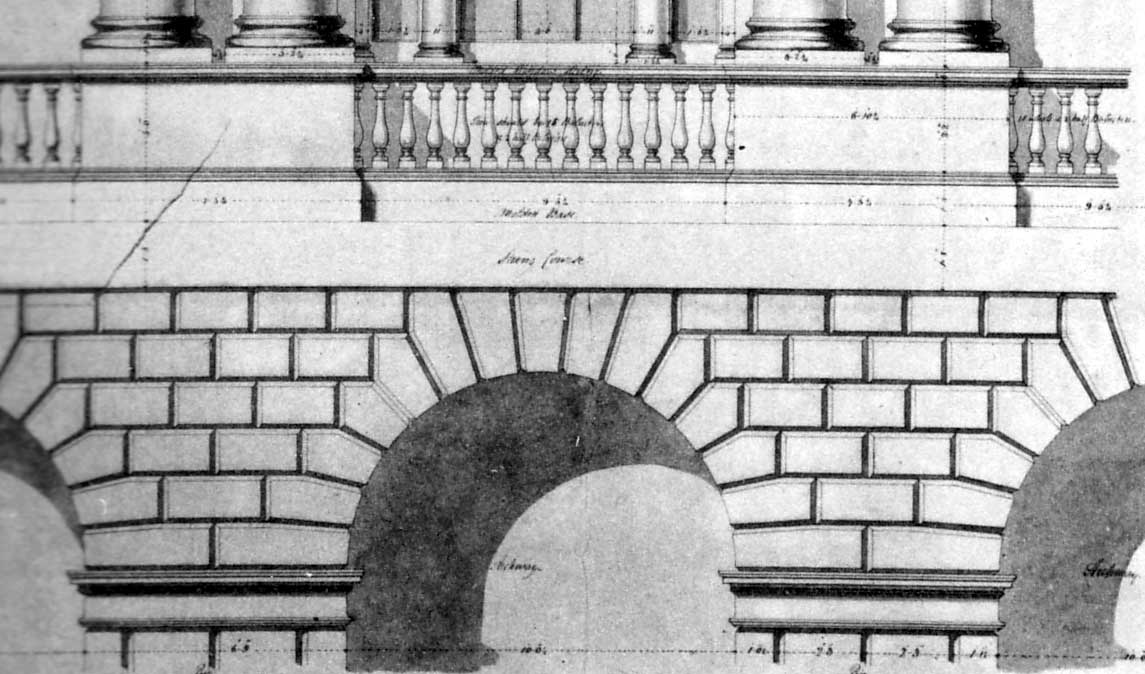
Dovelles amb les cares exteriors biselades per a encaixar millor amb els carreus del mur.

La dovella és una peça trapezoidal feta servir en la construcció d'arcs i voltes que, en ser més estreta d'un costat que de l'altre, fa funció de falca i distribueix les forces dels murs que hi ha a sobre dels arcs.

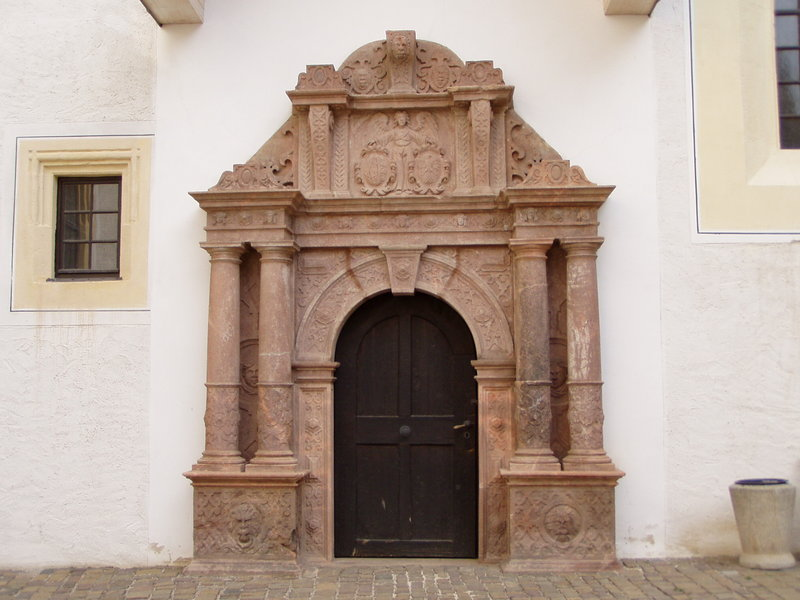
Als arquitectes manieristes del els agradava construir l'arc amb una clau una mica deixada caure.

Cada dovella desvia la força de la càrrega cap als costats, transferint-la de peça en peça fins a les peces verticals del pilar que sustenta l'arc. Les dovelles dels arcs distribueixen el pes eficaçment i treuen el màxim partit de la resistència a la pressió de la pedra, com en el cas dels arcs d'un pont.
La cara exterior d'una dovella s'anomena extradós i la interior, intradós.
Encara que cada unitat en un arc, o volta, es coneix amb aquest nom, hi ha dos components de dovella específics d'un arc: la clau i el salmer.
- La clau és la pedra central que hi ha a l'àpex d'un arc. Sovint decorada, embellida o de mida més gran. El joc de forces de tot l'arc, no funciona fins que no està col·locada aquesta peça.
- El salmer, coixí, o dovella d'arrencada, és la dovella inferior, situat just al final del pilar i que inicia la corba de l'arc.

En l'àmbit de l'aeronàutica, hom anomena extradós a la part superior de l'ala d'un avió.